# HK MR223
Das MR223 des deutschen Waffenherstellers Heckler & Koch ist ein Selbstladegewehr im Kaliber .223 Remington für Sportschützen und Jäger.
Das MR223 ist die zivile Version des HK416, dem es sowohl optisch als auch technisch stark ähnelt. Wesentliche Teile der beiden Gewehre sind nicht untereinander austauschbar, um den Umbau in eine Kriegswaffe unmöglich zu machen (siehe Kriegswaffenkontrollgesetz). Es verwendet das ursprünglich für das HK G36 entwickelte Gassystem, welches eine geringe Störanfälligkeit bietet und dank des freischwingenden Laufes eine hohe Präzision aufweist. Die Waffe ist modular aufgebaut und wurde als Modellvariante A1 ab Werk ohne jedes Zubehör ausgeliefert; selbst ein mechanisches Visier fehlte. Ab der Modellvariante A3 wurde jedoch ein mechanisches Visier sowie beidseitiger Verschlussfanghebel und beidseitig bedienbarer Magazinhalter Standard. Außerdem wurde der Magazinschacht überarbeitet, um STANAG-Magazine verwenden zu können.
In den USA wird es als HK MR556 vermarktet.